# Lý Huệ Tông
Lý Huệ Tông, né sous le nom Lý Hạo Sảm en 1194 et mort en 1226, est l'empereur du Đại Việt (ancêtre du Viêt Nam) de 1210 à 1224 date de son abdication. Il aura été le huitième et dernier représentant de la dynastie Lý fondée en 1009. La dynastie Lý  aura régné de 1009 à 1224, c'est-à-dire 215 ans.

## Biographie

### Héritage du trône
Après 34 ans de règne, Lý Cao Tông mourut en 1210, laissant le trône à son fils aîné, Lý Hạo Sảm né en 1194 (d'avec la Première Reine ou Nguyên Phi -  Đàm) qui monta sur le trône du Đại Việt sous le nom de règne de Lý Huệ Tông. 
Il épousa Trần Thị Dung, membre de la famille Trần qui fut un important soutien de son père dans sa lutte contre la rébellion menée par le général Quách Bốc en 1208. 
Tous les membres de cette famille  Trần furent nommés à des postes importants du pays. Notamment un certain Trần Thủ Độ. 

### Santé défaillante
L'empereur passait son temps à boire, négligeant les affaires de la Cour. 
Alors que la santé de l'empereur est défaillante, cette famille gagne en influence dans la direction du pays. Bien pire, Trần Thị Dung, promue reine quelque temps après, ne lui donna que deux filles: la princesse Thuận Thiên, l'aînée, mariée plus tard à un autre descendant  Trần Liễu, et la seconde Phật Kim, plus connue sous le nom de Chiêu Thánh.. 

### Abdication
Trop malade pour gouverner, après 13 ans de règne, Lý Huệ Tông fut forcé, en 1224, à abdiquer, par un stratagème de Trần Thủ Độ au profit de la seconde princesse Lý Chiêu Thánh alors âgée seulement de 7 ans, et à se retirer dans un monastère, la pagode Chân Giáo, où  Trần Thủ Độ le contraignit au suicide: il n'avait que 33 ans. 
Plus tard, le courtisan Trần Thủ Độ arrangea un mariage (1225) entre la nouvelle impératrice sous le nom de Lý Chiêu Hoàng et son neveu Trần Cảnh. 
En 1226, la dynastie Lý est renversée par le général Trần Thủ Độ, qui place son neveu Trần Cảnh sur le trône sous le nom de Trần Thái Tông, fondant ainsi la dynastie Trần. Trần Thủ Độ le funeste courtisan cherche alors à éliminer toute opposition politique. 

### Liste des Lý
- 1009-1028 : Lý Thái Tổ
- 1028-1054 : Lý Thái Tông, son fils ;
- 1054-1072 : Lý Thánh Tông, son fils ;
- 1072-1127 : Lý Nhan Tông, son fils ;
- 1127-1138 : Lý Thần Tông, son neveu et fils adoptif ;
- 1138-1175 : Lý Anh Tông, son fils ;
- 1175-1208 : Lý Cao Tông, son fils, déposé ;
- 1208-1209 : Tham, usurpateur ;
- 1209-1210 : Lý Cao Tổng, rétabli ;
- 1210-1224 : Lý Huệ Tông, son fils, abdique ;
- 1224-1225 : Lý Chiêu Hoàng, sa fille abdique